# Jörg Hahnel
Jörg Hahnel (ur. 11 stycznia 1982 w Schwarzenbergu) – niemiecki bramkarz FC Schönberg 95, wychowanek Erzgebirge Aue znany głównie z gry dla Hansy Rostock.